# Pheidole platypus
Pheidole platypus är en myrart som beskrevs av W. C. Crawley 1915. Pheidole platypus ingår i släktet Pheidole och familjen myror. Inga underarter finns listade i Catalogue of Life.